# Pycnosiphorus mandibularis
Pycnosiphorus mandibularis es una especie de coleóptero de la familia Lucanidae.

## Distribución geográfica
Habita en Argentina.